# Mont Vsevidof
El mont Vsevidof (en anglès Mount Vsevidof) és un estratovolcà que es troba a l'extrem sud de l'illa d'Umnak, a les illes Aleutianes, a l'estat d'Alaska, als Estats Units.
El seu con simètric s'alça abruptament sobre el seu entorn, sent la seva darrere erupció l'11 de març de 1957, dos dies després d'haver patit un terratrèmol a la zona.